# Enzalutamida
Enzalutamida es un medicamento para el tratamiento del cáncer de próstata avanzado en el cual existen metástasis. Actúa mediante un efecto antagónico sobre los receptores androgénicos celulares, es decir presenta un efecto antiandrogénico, bloqueando la acción de la hormona sexual masculina. Su empleo fue autorizado en agosto de 2012 por la FDA de Estados Unidos y posteriormente por la Agencia Europea de Medicamentos.

## Grupo farmacológico
El medicamento pertenece al grupo de los antiandrógenos, estando emparentado con otros fármacos que actúan por el mismo mecanismo y también se emplean para el tratamiento del cáncer de próstata, como la flutamida.

## Indicaciones
Únicamente se encuentra indicado para el tratamiento del cáncer de próstata en aquellos pacientes con enfermedad avanzada que presentan metástasis y con enfermedad resistente a otros tratamientos como la supresión androgénica y el docetaxel. El cáncer de próstata avanzado es aquel que se ha extendido a otros puntos del organismo. Un gran número de varones con cáncer de próstata avanzado acaban por hacerse resistentes a los tratamientos de supresión androgénica habituales, circunstancia que se conoce como cáncer de próstata resistente a la castración. Este grupo de pacientes puede beneficiarse del tratamiento con enzalutamida.

## Presentación y administración
Se administra por vía oral. Se presenta en cápsulas de 40 mg, la dosis habitual es 160 mg al día.

## Efectos secundarios
Como todos los medicamentos, su administración puede provocar efectos indeseables, por lo que solo se puede utilizar con prescripción y vigilancia médica. Algunos de los efectos secundarios más habituales son sofocos y dolor de cabeza, también puede provocar la aparición de crisis epilépticas.